# Малая Сукхавативьюха сутра
«Малая Сукхавативьюха сутра» — буддийский канонический текст, посвящённый культу Будды Амитаюса (Амитабхи). Наряду с «Большой Сукхавативьюха сутрой» и «Амитаюрдхьяна сутрой», этот текст входит в состав «Трёхчастного канона Чистой земли» (кит. Цзинту сань бу цзин 淨土三部經) — собрания сутр, которое составляет доктринальную основу учения буддийской школы Чистой земли, исторически являющейся наиболее массовым и популярным направлением дальневосточного буддизма.

«Малая Сукхавативьюха сутра» была переведена на китайский язык Кумарадживой в 402 г. под названием «Проповедованная Буддой сутра Амитабхи» (кит. Фо шо Амито цзин 佛說阿彌陀經). В этой сутре повествуется о Чистой земле Будды Амитабхи и указывается, что основным способом обрести там рождение является сосредоточенное повторение имени этого Будды, а также перечисляются похвалы, возносимые ему Буддами шести направлений, и говорится о великой спасительной силе веры в этого Будду: 
«Шарипутра! Если есть люди, которые уже приняли, ныне принимают или в будущем примут обет “Обещаю родиться в стране Будды Амитабхи”, то все эти люди обретут аннутара самьяк самбодхи и не отступят от него. Все они либо уже родились, либо ныне рождаются, либо в будущем родятся в той стране. Поэтому, Шарипутра, все благие мужчины и благие женщины, имеющие веру, должны принять обет: “[Желаю] родиться в той стране”» .
Данная сутра находит широкое применение в китайской буддийской обрядовой практике.
Имеется полный русский перевод этого канонического текста с китайской версии Кумарадживы.